# Xylocopa zonata
Xylocopa zonata là một loài Hymenoptera trong họ Apidae. Loài này được Alfken mô tả khoa học năm 1930.